# Cytherella lustris
Cytherella lustris is een mosselkreeftjessoort uit de familie van de Cytherellidae. De wetenschappelijke naam van de soort is voor het eerst geldig gepubliceerd in 1965 door Lubimova.